# Paramátma
A Paramátma (szanszkrit: परमात्मन्), más átírásokkal: Paramátmá, Paramátman a hinduizmusban az abszolút átman vagy Legfelsőbb Lélek/Szellem vagy a szívben lakozó Felsőlélekként is megfogalmazzák.
Az indiai teológia szerint Istennek három arculata van: Brahman, Paramátma és Bhagaván. Ebben a három arculatban Isten három alapvető tulajdonsága nyilvánul meg: szat (सत्, öröklét), csit (चित्, teljes tudás) és ánanda (आनन्द, végtelen gyönyör). A szat Brahmanban, a szat és a csit Paramátmában, a szat, a csit és az ánanda pedig Bhagavánban valósul meg.
A vaisnava ácsárják a következőképpen szemléltetik Paramátmá helyzetét: ahogyan a napfény is millió ékkövön tükröződik vissza, úgy a minden atomban jelen levő Úr is végtelen soknak tűnik, noha valójában egy, aki – eredeti formájában – a lelki világban lakik.
Amikor egy jógi a Patandzsali-féle Jóga-szútrákban bemutatott nyolcfokú, rádzsa-jóga folyamatát követi és amennyiben ez sikeres, megvalósítja Isten helyhez kötött formáját, aki minden élőlény szívében és minden atomban ott lakozik. Az Úrnak ezt a megnyilvánulását Paramátmának vagy Felsőléleknek nevezik.
A vaisnavák alapján a Paramátmá-megvalósítás egyik nagy csapdája abban rejlik, hogy a jógi az egyéni lelket a Felsőlélekkel azonosítja. Nézetük alapján a védikus irodalom az alábbi analógiával szemlélteti ezt a buktatót: a Felsőlélek és az egyéni lélek olyan, mint két madár, amelyik ugyanazon fán ül. Az egyéni lélek a fa gyümölcseit csipegeti, míg a Felsőlélek csak tanúja társa tetteinek, és várja, hogy az felhagyjon az átmeneti örömök kergetésével. Persze ahhoz, hogy ez megtörténjen, sokszor több életet is várnia kell. Amikor azonban az élőlény szeretettel és odaadással a Felsőlélek felé fordul, a Felsőlélek beleegyezik abba, hogy vezesse őt, és úgy alakítja az életét, hogy találkozzon egy tiszta bhaktával, aki már sikeresen megvalósította Bhagavánt. Amikor ez bekövetkezik, a kereső eljut az istentudat végső, legmagasabb szintjére.